# Thanh Bình, Mường Khương
Thanh Bình là một xã thuộc huyện Mường Khương, tỉnh Lào Cai, Việt Nam.

## Địa lý
Xã Thanh Bình nằm ở phía tây của huyện Mường Khương, cách trung tâm huyện lỵ 10 km, có vị trí địa lý:
- Phía đông giáp xã Nấm Lư và xã Lùng Khấu Nhin
- Phía nam giáp xã Lùng Vai
- Phía tây giáp xã Nậm Chảy
- Phía bắc giáp thị trấn Mường Khương.

## Hành chính
Xã Thanh Bình được chia thành 11 thôn: Văng Đẹt, Thính Chéng, Lao Hầu, Nậm Pản, Pờ Hồ, Tả Thền A, Tả Thền B, Sín Chải, Sín Pao Chải, Cán Hồ, Nậm Rúp.

## Giao thông
Xã Thanh Bình có quốc lộ 4D chạy qua.